# あらすじで楽しむ世界名作劇場
『あらすじで楽しむ世界名作劇場』（あらすじでたのしむせかいめいさくげきじょう）は、日本テレビ系列にて不定期にて放送されていた特別番組である。2007年から2008年まで4回放送された。副題には「所ジョージプレゼンツ」ともある。デジタルハイビジョン制作番組。字幕放送実施番組。

## 番組概要
一生かかっても読み切れない世界の名作の数々を、プレゼンターに扮した芸能人らが作品のあらすじをわかりやすく実写ドラマ、人形劇、アニメーションなどの演出技法を用いて、スタジオにてプレゼン（発表）していくという内容。毎回、違う内容の演出技法が楽しめる他、知らなかったあらすじがいかにわかりやすくプレゼンされているかという点も見所の一つである。
番組マスコットキャラクターは『名作フクロウ』という、博士帽をかぶり眼鏡をかけたフクロウである。

## 放送日時
いずれも関東地方（日本テレビ）のもの。
- 第1弾　2007年6月9日 13:30～14:55　※「サタデーバリューフィーバー」内にて放送。
  - 再放送　2007年9月15日 15:00～15:55　※第1弾の5つのプレゼンのうち、3つを再構成し放送。
- 第2弾　2007年9月17日 19:00～20:54
- 第3弾　2008年1月14日 20:00～21:54
  - スペシャル　2008年1月13日 15:00～15:55　※今までのおさらいと第3弾のダイジェスト、本編では放送しない1つのプレゼンを放送。
- 第4弾　2008年4月2日 21:30～23:18　※21:00～22:48だったが、野球中継延長のため30分遅れた。

## プレゼンされた作品

### 第1弾
| 順番 | 作品名                 | 作者             | 原産国   | プレゼンター                    | 演出技法                         | 作中 ナレーション | 備考                                             |
| ---- | ---------------------- | ---------------- | -------- | ------------------------------- | -------------------------------- | ----------------- | ------------------------------------------------ |
| 1    | 罪と罰                 | ドストエフスキー | ロシア   | カンニング竹山                  | 実写ドラマ                       | 野沢雅子          | 再放送時はカット                                 |
| 2    | ロビンソン・クルーソー | デフォー         | イギリス | 千原ジュニア                    | 再現コントとイラスト             | 千原ジュニア      | アシスタントとしてBコースが出演                  |
| 3    | 金色夜叉               | 尾崎紅葉         | 日本     | 中川翔子                        | 静止画によるアドリブと実写ドラマ | 中川翔子 野沢雅子 | イラスト協力としてバンタンビジュアル研究所が参加 |
| 4    | 新釈諸国噺             | 太宰治           | 日本     | 山里亮太 （南海キャンディーズ） | 紙芝居                           | 山里亮太          | 再放送時はカット                                 |
| 5    | 変身                   | カフカ           | プラハ   | 酒井敏也                        | アニメーションと再現劇           | 酒井敏也 野沢雅子 |                                                  |

### 第2弾
| 順番 | 作品名                      | 作者             | 原産国         | プレゼンター            | 演出技法                           | 作中 ナレーション                | 備考                                                           |
| ---- | --------------------------- | ---------------- | -------------- | ----------------------- | ---------------------------------- | -------------------------------- | -------------------------------------------------------------- |
| 1    | モンテクリスト伯 （巌窟王） | デュマ           | フランス       | 千原ジュニア            | 人形劇                             | 納谷悟朗                         | 人形劇協力として劇団ひとみ座が参加                             |
| 2    | ジーキル博士とハイド氏      | スティーブンソン | スコットランド | カンニング竹山          | CGアニメーション                   | カンニング竹山 小林清志 納谷悟朗 | アニメーションキャラクターデザインとしてモンキーパンチ氏が参加 |
| 3    | 人間失格                    | 太宰治           | 日本           | ウエンツ瑛士            | 実写再現ドラマ                     | 小林清志                         |                                                                |
| 4    | アンナ・カレーニナ          | トルストイ       | ロシア         | ウド鈴木 （キャイ〜ン） | 実写再現ドラマ                     | 野沢雅子 池田昌子                | 実写ドラマに相方・天野ひろゆきが友情出演                       |
| 5    | 蹴りたい背中                | 綿矢りさ         | 日本           | 渋谷飛鳥                | 実写再現ドラマ                     | 野沢雅子 渋谷飛鳥                | 実写再現ドラマにハリセンボンが出演協力                         |
| 6    | 地獄変                      | 芥川龍之介       | 日本           | 市川春猿                | 切り絵によるアニメーションと再現劇 | 市川春猿 野沢雅子                |                                                                |

### 第3弾
| 順番 | 作品名             | 作者             | 原産国   | プレゼンター     | 演出技法         | 作中 ナレーション | 備考                                                                       |
| ---- | ------------------ | ---------------- | -------- | ---------------- | ---------------- | ----------------- | -------------------------------------------------------------------------- |
| 1    | シンデレラ         | グリム兄弟       | ドイツ   | 勝俣州和         | 紙芝居           |                   | クライマックスシーンでは勝俣本人が一人二役の「人間紙芝居」で演じた         |
| 2    | カラマーゾフの兄弟 | ドストエフスキー | ロシア   | ケンドーコバヤシ | ワイドショー形式 |                   | 進行形式は『みのもんたの朝ズバッ!』を真似たもの                            |
| 3    | 悲しみよこんにちは | サガン           | フランス | 榊原郁恵         | 実写再現ドラマ   |                   | 実写再現ドラマに同じホリプロの平山あや、鶴見辰吾、宮地真緒、山本裕典が共演 |
| 4    | 小公女             | バーネット       | アメリカ | 田村裕 （麒麟）  | 人形劇           |                   | 人形劇協力として劇団ひとみ座が参加                                         |
| 5    | 舞姫               | 森鷗外           | 日本     | にしおかすみこ   | 再現劇           |                   |                                                                            |
| 番外 | 坊っちゃん         | 夏目漱石         | 日本     | ボビー・オロゴン | 実写ドラマ       |                   | 放送前日のスペシャルにて放送                                               |

### 第4弾
| 順番 | 作品名               | 作者           | 原産国       | プレゼンター            | 演出技法                     | 作中 ナレーション | 備考                                                                           |
| ---- | -------------------- | -------------- | ------------ | ----------------------- | ---------------------------- | ----------------- | ------------------------------------------------------------------------------ |
| 1    | ピノッキオの冒険     | コッローディ   | イタリア     | 勝俣州和                | 紙芝居                       |                   | さわりのところを勝俣本人が一人二役の「人間紙芝居」で演じた                     |
| 2    | あしながおじさん     | ウェブスター   | アメリカ     | ウド鈴木 （キャイ〜ン） | 再現劇                       |                   | 再現劇に小倉優子が友情出演                                                     |
| 3    | レ・ミゼラブル       | ユゴー         | フランス     | チュートリアル          | ミュージカル風再現コント     |                   | 再現コントに森三中の村上知子と黒沢かずこが出演協力、また西川史子が写真にて参加 |
| 4    | フランケンシュタイン | シェリー       | イングランド | 千原ジュニア            | 再現コント                   |                   | 再現コントに千原せいじ、Bコース（ジュニア劇団と呼称された）が参加              |
| 5    | ロミオとジュリエット | シェイクスピア | イギリス     | 南海キャンディーズ      | ワイドショー形式と再現コント |                   |                                                                                |
| 6    | 二十四の瞳           | 壺井栄         | 日本         | 羽野晶紀                | 再現実写ドラマと一人芝居     |                   |                                                                                |

## 出演者

### 司会
- 所ジョージ

### 進行
- 西尾由佳理（日本テレビアナウンサー）

### プレゼンター
第1弾
- カンニング竹山
- 千原ジュニア
- 中川翔子
- 山里亮太（南海キャンディーズ）
- 酒井敏也

第2弾
- 千原ジュニア
- カンニング竹山
- ウエンツ瑛士
- ウド鈴木（キャイ〜ン）
- 渋谷飛鳥
- 市川春猿

第3弾
- 千原ジュニア
- 田村裕（麒麟）
- 勝俣州和
- ケンドーコバヤシ
- 榊原郁恵
- にしおかすみこ
- ボビー・オロゴン（放送前日のスペシャルのみ登場）

第4弾
- 勝俣州和
- ウド鈴木（キャイ〜ン）
- 千原ジュニア
- チュートリアル
- 南海キャンディーズ
- 羽野晶紀

### ゲスト（第2弾から）
第2弾
- 荒俣宏
- 戸田菜穂

第3弾
- IKKO
- スザンヌ
- 田中要次
- 茂木健一郎
- 渡辺正行

第4弾
- 今田耕司
- 上地雄輔
- 関根勤
- 西川史子
- 茂木健一郎

### 番組ナレーション
第1弾
- 野沢雅子

第2弾
- 野沢雅子
- 納谷悟朗
- 小林清志
- 池田昌子

## スタッフ
2008年4月現在
- 企画・演出：似鳥利行
- 構成：谷口修一、町山広美、西村耕平、アサダアツシ、根本ノンジ
- TM：江村多加司
- SW：高梨正利
- カメラ：山田祐一
- 音声：三石敏生
- 照明：鈴木道隆
- 調整：佐藤満
- 美術：中原晃一
- デザイン：本田恵子
- 大道具：前田賢治
- 小道具：高野泰人
- 美術協力：日本テレビアート
- 編集：杉浦堅一
- MA：和田龍彦
- 音響効果：舟生孝太郎（タルス）
- TK：池田佳寿子
- 技術協力：オムニバス・ジャパン、コスモ・スペース
- デスク：原千花
- AP：吉田ひろみ、竹下美佐、三浦正義
- ディレクター：成家理恵、佐藤友美、杉本ルリ子、首藤光典、平元潤／小松原正勝、元木秀和、森田隆行、永井ひとみ
- チーフディレクター：柳川剛、橋本和明
- プロデューサー：加藤幸二郎、遠藤正累／江尻直孝（日企）、宇佐見友教（日企）、中村昌哉（極東電視台）、佐々木貴幸（Spice Factory）
- チーフプロデューサー：安岡喜郎
- 制作協力：日企、極東電視台、Spice Factory
- 制作著作：日テレ

### 過去のスタッフ
- 構成：佐藤がっかり、武洋行
- SW：村松明
- 編集：小岩拓也
- 技術協力：ヴイ・ビジョンスタジオ
- チーフプロデューサー：吉川圭三

## 備考
- 視聴率は8.5%（ビデオリサーチ関東地区調べ）であり、結果次第でレギュラー化される可能性があったものの微妙の結果になってしまった。これはカンニング竹山が自身のラジオ番組で明かしたものである。
- テロップフォントや笑い声などは、所が司会を務める『1億人の大質問!?笑ってコラえて!』と同じものを使用している。ちなみにスタッフの多くは『笑ってコラえて!』と同じスタッフである。